# L'École buissonnière (Labiche)
Pour les articles homonymes, voir L'École buissonnière.
L'École buissonnière est une comédie en 2 actes mêlés de chants d'Eugène Labiche, représentée pour la 1re fois à Paris au Théâtre du Palais-Royal le 23 juillet 1845.

Collaborateur Auguste Lefranc.

## Distribution
| Acteurs et actrices ayant créé les rôles                     |                   |
| Personnage                                                   | Acteur ou actrice |
| Lucien Joubert, élève du lycée Napoléon (rôle travesti)      | Irma Aubry        |
| Clodion de Marville, capitaine des guides de l'Empereur      | M. Germain        |
| Le baron Brisard, chef de division au ministère de la Guerre | Kalekaire         |
| Ajax Verboulot, professeur de dessin                         | Alcide Tousez     |
| Provins, fournisseur                                         | Grassot           |
| Dominique, domestique de Clodion                             | M. Barthélemy     |
| Camille, sœur de Lucien                                      | Mme Berger        |
| Mme Brisard                                                  | Mme Leménil       |
| Clotilde de Marville, sœur de Clodion                        | Mlle Durand       |
| Agnès, nièce de Provins                                      | Mlle Juliette     |
| Mme Rimbaut, maîtresse de pension                            | Mlle Philibert    |
| Henriette, jeune pensionnaire                                | Mlle Azimont      |